# Alfredo Relaño
Alfredo Relaño Estapé (Madrid, 13 de febrero de 1951) es un periodista deportivo español, director del periódico deportivo As entre 1996 y 2019.

## Trayectoria profesional
Obtuvo la titulación en periodismo por la Escuela Oficial de Periodismo de Madrid. Empezó trabajando en el diario Marca, al tiempo que ejercía de corresponsal del Mundo Deportivo en Madrid. Más tarde pasó al diario El País, donde llegó a ser redactor jefe de deportes en Madrid (había otro redactor jefe en Barcelona, que por aquella época era Emilio Pérez de Rozas). En este diario, escribió la crónica del histórico España-Malta del 83. En 1990 fue el encargado de poner en marcha la redacción de deportes de Canal+ como director. El canal privado se convirtió en innovador en el área deportiva, contando con amplios programas previos a los partidos de Liga que televisaba, con la realización de Víctor Santamaría, o con un programa original y exitoso como El día después.
En 1996 Prisa adquirió el diario As y Alfredo Relaño pasó a ser su director, cargo en el que se mantuvo hasta 2019, al tiempo que era autor de una columna de opinión diaria. Además colabora de forma habitual en el programa nocturno El larguero de la Cadena SER, y desde 2007 colaboró como comentarista en los partidos de la selección de fútbol de España junto a Juan Carlos Rivero en La 1 de RTVE. Tras la Eurocopa de 2008 dejó ese puesto, siendo sustituido por Emilio Butragueño.

### Elvillarato
Alfredo Relaño acuñó el término «villarato» para designar a la particular forma en que, según él, el entonces presidente de la Real Federación Española de Fútbol (RFEF), Ángel María Villar, se mantenía en el poder y dirigía el fútbol español. Una de las características más notorias del villarato sería la supuesta existencia en las competiciones españolas de un sesgo favorable al F. C. Barcelona y perjudicial al Real Madrid, llevado a cabo, principalmente, a través de una supuesta conveniencia de los errores arbitrales, del levantamiento de determinadas sanciones o de otras ventajas que le otorgaría la RFEF.

## Libros
Relaño ha publicado varios libros de temática futbolística:
- Relaño, Alfredo (1996). Futbolcedario. Aguilar. ISBN 9788403597242.
- Ortego, Enrique; Relaño, Alfredo (2000). Gracias, vieja. Las memorias del mayor mito del fútbol. Aguilar. ISBN 9788403092006.
- Relaño, Alfredo (2002). El fútbol contado con sencillez. Ediciones Maeva. ISBN 9788495354402.
- Relaño, Alfredo (2010). 366 historias del fútbol mundial que deberías saber. Ediciones Martínez Roca. ISBN 9788427036253.
- Relaño, Alfredo (2012). Nacidos para incordiarse. Un siglo de agravios entre el Madrid y el Barça. Ediciones Martínez Roca. ISBN 9788427038905.
- Relaño, Alfredo (2014). Tantos mundiales, tantas historias. Claves, relatos y leyendas del mayor acontecimiento del fútbol. Córner Editorial. ISBN 9788415242666.
- Relaño, Alfredo (2014). Memorias en blanco y negro. Historias del deporte en los tiempos del NO-DO. Córner Editorial. ISBN 9788415242642.
- Relaño, Alfredo (2022). El último minuto. Días de gloria del Real Madrid. Editorial Base. ISBN 9788418715709.
- Relaño, Alfredo (2024). 366 (y más) historias de los Juegos Olímpicos que deberías conocer. Editorial Espasa. ISBN 9788467072419.
- Relaño, Alfredo (2024). Pequeña historia de los Juegos Olímpicos. Editorial Espasa. ISBN 9788467073638.